# Tebogo Mashego
Tebogo Anna Mashego, là một nữ doanh nhân và nhà công nghiệp người Nam Phi, là người đồng sáng lập và giám đốc điều hành của Ditsogo Project PropriITAL Limited, một doanh nghiệp chế tạo kim loại chuyên thiết kế và sản xuất khung cửa sổ nhôm, cổng thép, chống trộm, giường tầng cửa nhôm hiên, đồ nội thất bằng thép và các mặt hàng liên quan khác.

## Lý lịch
Mashego được sinh ra ở Nam Phi vào năm 1982. Cô theo học "Trường trung học Sekete IV" tại Rustenburg, tỉnh Tây Bắc, tốt nghiệp năm 1998. Theo thời gian, cô kết hôn và nhận công việc nhân viên nhân sự tại một đô thị.

## Kinh nghiệm kinh doanh
Năm 2004, Tebogo và chồng đã thành lập Công ty TNHH Diep K Steel & Aluminium. Tebogo quản lý việc kinh doanh bán thời gian, trong khi vẫn làm nhân viên nhân sự cho một thực thể chính quyền địa phương. Năm 2008, cô xin nghỉ việc tại thành phố và đi điều hành công việc kinh doanh toàn thời gian. Cùng năm đó, chồng cô thoái vốn khỏi công ty.
Vào năm 2014, công ty đã đổi tên thành Ditsogo Project Propriomatic Limited và chuyển đến khu công nghiệp ở thị trấn Rustenburg. Nó hoàn toàn thuộc sở hữu và quản lý của phụ nữ. Doanh nghiệp đã thuê nhân tài mới cả trong quản lý và trên sàn cửa hàng. Bằng cách nâng cấp mô hình kinh doanh của họ, doanh nghiệp có thể giảm 20% chi phí hoạt động.
Công việc của Tebogo Anna Mashego phù hợp với việc thúc đẩy công nghiệp hóa toàn diện và bền vững, xây dựng cơ sở hạ tầng kiên cường và thúc đẩy đổi mới (Mục tiêu phát triển thiên niên kỷ của Liên hợp quốc 9), với mô hình sản xuất và tiêu dùng bền vững (Mục tiêu phát triển bền vững 12).

## Những thành tựu khác
Năm 2014, Tebogo Mashego được tạp chí Forbes bình chọn là "20 phụ nữ quyền lực trẻ nhất châu Phi 2014".